# Etienne Bécheras
Etienne Bécheras, francoski general, * 1883, † 1958.